# 谢赫·穆罕默德·阿卜杜拉
谢赫·穆罕默德·阿卜杜拉 （克什米爾語：شیخ محمد عبد اللہ‬，1905年12月5日—1982年9月8日） 是一位印度政治家，他在查谟和克什米尔的政治中发挥了不可或缺的作用。他是查谟和克什米尔穆斯林会议党(后来更名为查谟和克什米尔国大党)的创始领导人，也是查谟和克什米尔第一任民选的首席部长。阿卜杜拉反对王公哈里·辛格的统治，并支持克什米尔自治。 阿卜杜拉是查谟和克什米尔邦第一位当选的总理。 后来遭到时任印度总理贾瓦哈拉尔·尼赫鲁的记恨，被监禁和流放。他于1953年8月8日被解除总理职务，巴克希·吴拉姆·穆罕默德被任命为新总理。1965年，“邦长”和“总理”被改为“总督”和“首席部长”。阿卜都拉在1974年和时任印度总理英迪拉·甘地签署一份协议之后再次成为查谟和克什米尔邦的首席部长，并一直担任最高职位，直到1982年9月8日去世。